# Girimulyo (Jatipurno)
Girimulyo is een bestuurslaag in het regentschap Wonogiri van de provincie Midden-Java, Indonesië. Girimulyo telt 1446 inwoners (volkstelling 2010).